# Peter Walker (racerförare)
Peter Walker, född 7 oktober 1912 i Leeds, död 1 mars 1984 i Newtown, Worcestershire, var en brittisk racerförare.

## Racingkarriär
Walker tävlade i racing och backtävlingar med en ERA. Tillsammans med Tony Rolt ställde han upp i det första formel 1-loppet, Storbritanniens Grand Prix 1950. Walker körde sedan ytterligare tre F1-lopp, utan framgång.
1951 vann Walker Le Mans 24-timmars tillsammans med Peter Whitehead i en Jaguar C-Type. Efter en olycka på Le Mans 1956 drog han sig tillbaka från racingen.

## F1-karriär
| Säsong | Stall/Tillverkare                                                             | Poäng | Placering |
| ------ | ----------------------------------------------------------------------------- | ----- | --------- |
| 1950   | Peter Walker (ERA)                                                            | 0     | -         |
| 1951   | BRM                                                                           | 0     | -         |
| 1955   | Stirling Moss Ltd (Maserati) R R C Walker Racing Team (Connaught Engineering) | 0     | -         |